# Sornay (Saône-et-Loire)
Sornay település Franciaországban, Saône-et-Loire megyében. Lakosainak száma 1958 fő (2022. január 1.). Sornay Branges, Bantanges, La Chapelle-Naude, Louhans és Savigny-sur-Seille községekkel határos.

## Népesség
A település népessége az elmúlt években az alábbi módon változott:
| Lakosok száma | 2016 | 2059 | 2103 | 2030 | 2012 | 2001 | 1990 | 1975 | 1958 |
|               | 2013 | 2015 | 2016 | 2017 | 2018 | 2019 | 2020 | 2021 | 2022 |